# 朴詩恩
朴詩恩（韓語：박시은，1980年1月6日—），韓國女演員。

## 個人生活
通過《南瓜花純情》與同劇男演員陳泰賢結識而發展為戀人。2015年7月底，與陳泰賢正式步入禮堂。

## 演出作品

### 電視劇
- 1999年：KBS《學校》
- 2001年：MBC《媽媽姐姐》
- 2004年：MBC《天生緣分》
- 2004年：中國《烈愛》
- 2005年：SBS《土地》
- 2005年：KBS《豪傑春香》飾演 洪彩琳
- 2006年：MBC《流氓醫生》飾演 李慧英
- 2006年：MBC《尋找姚樂茜》
- 2009年：KBS《千秋太后》飾演 元貞王后
- 2010年：SBS《南瓜花純情》飾演 吳莎菈
- 2011年：MBC《愛情萬萬歲》（客串）
- 2011年：MBC《就像今天一樣》飾演 文熙珠（友情演出）
- 2012年：TV朝鮮《爸爸對不起》飾演 惠利
- 2012年：JTBC《給親愛的你》飾演 江明真
- 2012年：MBC《彷彿愛過》飾演 韓昀真
- 2013年：MBC《握住我的手》飾演 韓妍秀
- 2014年：EBS《冥王星秘密決死隊》
- 2014年：MBC《全都是泡菜》飾演 韓昀真（客串）
- 2016年：SBS《月之戀人－步步驚心：麗》飾演 解氏夫人
- 2017年：MBC《訓長吳純南》飾演 吳純南/張善妤
- 2018年：MBC《前世的冤家們》（客串）
- 2019年：MBC《全都是孔多利》飾演 宋寶美（李春）

### 電影
- 2000年：《Paradise Villa》

### MV
- 2007年：Beyond feat. Bubble Sisters 《多少愛 얼마나》（與朱相昱）
- 2013年：Sohyang《Someday》（與陳泰賢）

## 綜藝節目
- 2012年：SBS《金炳萬的叢林的法則》第二季－南太平洋萬那杜篇
- 2015年：MBC《神秘音樂秀：蒙面歌王》藝人評審團
- 2018年：SBS《同床異夢2 - 你是我的命運》

## 腳註
1. ↑  朴詩恩、陳泰賢姐弟戀被踢爆 （页面存档备份，存于） 韓星網